# バーリン (トールキン)
バーリン(Balin、第三紀2763-2994)は『ホビットの冒険』の作中に登場するドワーフ。エレボール遠征へ向かった13人のドワーフの一人。映画『ホビット』ではケン・ストットが演じた。

## 詳細
ドゥリンの家系でフンディンの息子。ドワーリンの兄である。白髭であり、赤い頭巾を被り、トーリンに次ぐ年長者であった。聡明な性格。13人のドワーフの中で最もビルボと親しくなった。古くからスライン2世やトーリン・オーケンシールドに仕えており、スマウグ襲撃の際も彼らとともにエレボールから脱出。五軍の合戦後はオーリやオインらと共にモリアへ赴き、領主となりコロニーを造るがゴブリンやドゥリンの禍によって滅ぼされる。

## 映画『ホビット』
原作と同じく白髪・白髭である。服装は赤を基調としたデザイン。一行の中では最年長で、トーリンから最も信頼されている助言者的立場。伝承や物語の知識にも造詣が深い。ビルボにも友好的な感情を持っており、ドワーフの内でも特に彼を買っている。弟のドワーリンが武勇担当であるのに対し、バーリンは知略を担当する。戦闘にも長け、武器はメイス（鎚矛）を使う。

## 映画『ロード・オブ・ザ・リング』
『旅の仲間』にて指輪の仲間がモリアへ向かう際、ギムリはバーリンに会うことを楽しみにしていたが、彼らが到着した時には既にオークやゴブリンによってドワーフは全滅していた。バーリンも既に殺されており、柩に葬られていた彼をギムリは嘆き悲しんだ。
ちなみに作中、ギムリがバーリンを「cousin（親類）」と紹介していたのを、日本語字幕では「従兄弟（いとこ）」と誤って訳されている。実際はギムリの父グローインの従兄である。字幕訳者は戸田奈津子。